# Mario Valles
Mario Antonio Valles Velásquez (Dagua, 3 de febrero de 1977) es un deportista colombiano que compitió en judo.
Ganó dos medallas en los Juegos Panamericanos, bronce en 2003 y plata en 2007, y una medalla de bronce en el Campeonato Panamericano de Judo de 2007.

## Palmarés internacional
| Juegos Panamericanos    | Juegos Panamericanos            | Juegos Panamericanos | Juegos Panamericanos |
| Año                     | Lugar                           | Medalla              | Categoría            |
| ----------------------- | ------------------------------- | -------------------- | -------------------- |
| 2003                    | Santo Domingo (Rep. Dominicana) | Medalla de bronce    | –81 kg               |
| 2007                    | Río de Janeiro (Brasil)         | Medalla de plata     | –81 kg               |
| Campeonato Panamericano |                                 |                      |                      |
| Año                     | Lugar                           | Medalla              | Categoría            |
| 2007                    | Montreal (Canadá)               | Medalla de bronce    | –81 kg               |